# Francis (Oklahoma)
Francis es un pueblo ubicado en el condado de Pontotoc en el estado estadounidense de Oklahoma. En el año 2010 tenía una población de 315 habitantes y una densidad poblacional de 210 personas por km².

## Geografía
Francis se encuentra ubicado en las coordenadas 34°52′23″N 96°35′30″O / 34.87306, -96.59167 (34.873148, -96.591552).

## Demografía
Según la Oficina del Censo en 2000 los ingresos medios por hogar en la localidad eran de $25,083 y los ingresos medios por familia eran $26,094. Los hombres tenían unos ingresos medios de $25,417 frente a los $18,393 para las mujeres. La renta per cápita para la localidad era de $12,826. Alrededor del 17.1% de la población estaban por debajo del umbral de pobreza.